# 聖路易廣場 (滿地可)
圣路易广场（法語：square Saint-Louis）是加拿大魁北克省蒙特利尔的一个城市广场。广场东部边缘为主要的南北干道圣丹尼斯街，圣路易广场街沿着广场的南北两侧延伸，而拉瓦尔大道则沿着西侧。
广场的所在地原是一个水库，一直使用到1852年。1852年大火后，为新建的麦克塔维什水库所取代。 广场开辟于1876年，以两位商人圣路易兄弟命名。
公共空间项目（Project for Public Spaces）称该广场为“大西洋的这一侧你看到的最接近欧洲社区的广场。”

## 建筑
广场的中心是一个维多利亚式喷泉 奥塔夫·克雷玛齐半身像于1906年6月24日揭幕，由路易-菲利普·希伯特设计，靠近广场上的埃米尔·奈里冈住宅。 奈里冈本人在99年后的2005年6月7日，也由Roseline Granet设计，在广场上立了一尊半身像。

## 周围的建筑物

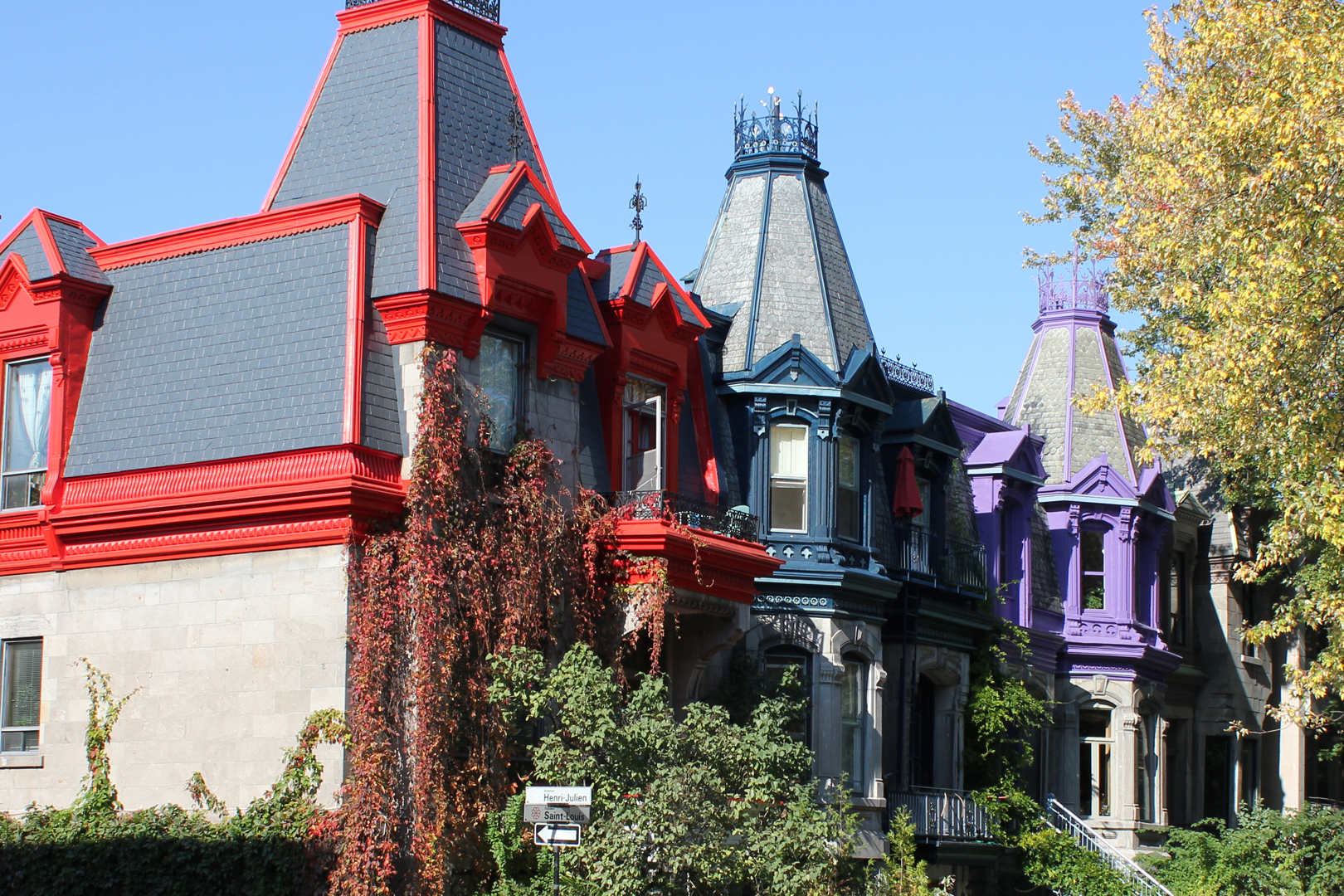

广场的一个显著特征，是周围面向花园的维多利亚风格的住宅。魁北克作家联盟（Union des écrivaines et des écrivains québécois）总部就设在拉瓦尔街的这样一座建筑，原为克劳德·朱特的住所。